# Пригоди Тінтіна: Таємниця «Єдинорога»
«Пригоди Тінтіна: „Таємниця Єдинорога“» (англ. «The Adventures of Tintin: The Secret of the Unicorn») — фільм режисера Стівена Спілберга, знятий у форматі 3D за допомогою методу motion capture (з англ. захоплення руху). Прем'єра стрічки відбулася у Бельгії 22 жовтня. В українському прокаті «Пригоди Тінтіна» вийшли 3 листопада 2011 року.
Мультфільм є екранізацією трьох альбомів коміксів бельгійського художника Ерже — «Краб із золотими клешнями» (1941), «Таємниця „Єдинорога“» (1943) і «Скарби кривавого Рекгема» (1944). В них розповідається про пригоди невтомного шукача пригод — репортера Тентена (в українському перекладі фільму з англійської — Тінтіна) та його вірного пса Мілу.

## Сюжет

Мілу (Сніжок), капітан Геддок і Тінтін

Головний герой — молодий газетний репортер Тінтін. Завдяки своїй професії він подорожує в усьому світі і стає учасником захопливих пригод.
Одного разу після низки загадкових подій в руки Тінтіна потрапляє старовинний манускрипт, складений предком його друга — капітаном Геддоком. Тінтін відразу вирушає на пошуки скарбів, нібито захованих на затонулому фрегаті «Єдиноріг».

## Ролі озвучили
- Джеймі Белл — Тінтін
- Енді Серкіс — Капітан Геддок
- Саймон Пегг — Інспектор Дюпон
- Нік Фрост — Інспектор Дюпонн
- Деніел Крейг — Іван Іванович Сахарін
- Тоні Карран — Лейтенант Делькур
- Тобі Джонс — Арістід Філосель
- Кері Елвес — Пілот
- Гад Ельмалех — Омар Бен Салаад
- Маккензі Крук — Ерні
- Деніел Мейс — Аллан
- Кім Штенгель — Бьянка Кастафіоре
- Себастьян Роше — Педро
- Філіпп Різ — другий пілот гідроплана
- Марк Іванір — афгарський солдат на заставі
- та ін.

## Музика
Музичне оформлення фільму надав відомий американський композитор Джон Вільямс — п'ятикратний лауреат премії «Оскар», який написав музику до «Зоряних війн», «Гаррі Поттера» та багатьох інших стрічок. Разом зі Стівеном Спілбергом Джон Вільямс працює вже не вперше: він написав музику до більшості фільмів, знятих режисером, включаючи всі 4 серії саги про американського археолога Індіану Джонса.
У європейських країнах альбом вийшов наприкінці жовтня 2011 року. У США саундтрек офіційно надійшов до продажу 21 грудня того ж року. Це було зроблено, аби його видання збіглося з прем'єрою мультфільму в Америці.
| #   | Назва                                          | Тривалість |
| --- | ---------------------------------------------- | ---------- |
| 1.  | «The Adventures of Tintin»                     | 3:04       |
| 2.  | «Snowy's Theme»                                | 2:10       |
| 3.  | «The Secret of the Scrolls»                    | 3:15       |
| 4.  | «Introducing the Thompsons, and Snowy's Chase» | 4:09       |
| 5.  | «Marlinspike Hall»                             | 3:59       |
| 6.  | «Escape From the Karaboudjan»                  | 3:21       |
| 7.  | «Sir Francis and the Unicorn»                  | 5:06       |
| 8.  | «Captain Haddock Takes the Oars»               | 2:19       |
| 9.  | «Red Rackham’s Curse and the Treasure»         | 6:11       |
| 10. | «Capturing Mr. Silk»                           | 2:59       |
| 11. | «The Flight to Bagghar»                        | 3:35       |
| 12. | «The Milanese Nightingale»                     | 1:30       |
| 13. | «Presenting Bianca Castafiore»                 | 3:28       |
| 14. | «The Pursuit of the Falcon»                    | 5:44       |
| 15. | «The Captain's Counsel»                        | 2:11       |
| 16. | «The Clash of the Cranes»                      | 3:49       |
| 17. | «The Return to Marlinspike Hall and Finale»    | 5:51       |
| 18. | «The Adventure Continues»                      | 2:58       |

## Історія створення

### Задум

Тінтін і його вічний супутник Мілу (Сніжок). Малюнок Ерже

Коли у 1981 році в прокат вийшла стрічка американського режисера Стівена Спілберга «Індіана Джонс: У пошуках втраченого ковчега», багато європейських рецензентів звинуватили творців образу Індіани Джонса в плагіаті. Вони вважали, що він майже повністю повторює героя серії бельгійських коміксів Тінтіна, якого створив художник Ерже (справжнє ім'я — Жорж Ремі).
Спілберга занепокоїла не стільки критика свого фільму, а незнайоме йому слово «Tintin». Цікавості заради режисер замовив собі декілька альбомів коміксів без перекладу французькою мовою, а потім ще й дістав англійські видання. Комікси справили на нього велике позитивне враження — проглянувши їх, Спілберг надзвичайно зацікавився як сюжетними лініями творів, так і оригінальністю образу самого журналіста Тінтіна, який задовго до виникнення Індіани Джонса вже встиг здійснити великі археологічні відкриття, розкрити купу злочинів і здійснити ряд навколосвітніх подорожей.
У творах про юного бельгійського журналіста поєдналися різні жанри — від детектива і криміналістики до комедії і звичайної підліткової літератури, не кажучи вже про згадану вище археологію і велику фантастичність деяких його пригод. До середини XX ст. для багатьох франкомовних читачів ім'я Тінтіна стало синонімом справжнього шукача пригод.
Стівен Спілберг вирішив у майбутньому зняти стрічку про Тінтіна, для чого він подзвонив Ерже. Художник уважно вислухав режисера, похвалив його фільми й врешті погодився на пропозицію Спілберга. Однак права на екранізацію коміксів про Тінтіна режисер придбав у 1983 році, вже після смерті Ерже. Майже через 20 років строк на права скінчився і Спілбергу довелося вдруге їх купити, тільки тепер вже на всі комікси Ерже.
У 1980-их режисер намагався зняти стрічку про Тінтіна, готував сценарій, але нічого не вийшло. Як він згадував у одному зі своїх інтерв'ю:
|  | Однією з причин, через яку я не став робити цей фільм на початку вісімдесятих, було моє небажання вдягати акторів у ці костюми, будувати неймовірно стилізовані декорації і ставити картину, світ якої ніколи не стане реальним в очах глядача |

У 2008 році Стівен Спілберг побував на зніманні стрічки Джеймса Кемерона «Аватар». Його надзвичайно зацікавила технологія захоплення руху. Він зрозумів, що саме завдяки цьому методу можна втілити в життя давню мрію — показати Тінтіна на великому екрані.

### Знімання
«Кожен людський персонаж, представлений у Тінтіні, — це актор, що грає — дає емоційні вирази, зловісні гримаси абощо — і все це ми бачимо крізь певний цифровий макіяж. Ми бачимо, як герої Ерже набувають реальних форм, втілюються у живих людей, виявляючи свої почуття й оголюючи душі»
Стівен Спілберг
Знімання стрічки повинно було розпочатися у тому ж 2008 році, але вже на стадії підготовки виникли фінансові труднощі: Universal Studios відмовилася від співробітництва з кінокомпанією Paramount Pictures, тому що остання профінансувала картину лише на суму 30 млн доларів. В результаті прем'єра фільму була перенесена з 2010 на 2011 рік, а Томас Сангстер, британський актор, який повинен був зіграти головну роль — Тінтіна, відмовився від подальшої участі у проєкті.
Взимку 2009 стало відомо, що Тінтіна зіграє актор Джеймі Белл, який зіграв матроса Джиммі у стрічці Пітера Джексона «Кінг-Конг», капітана Геддока — Енді Серкіс («Володар Перснів»), Сахаріна — Деніел Крейґ («Казино „Рояль“»).
Знімання розпочали 26 січня 2009, а закінчилися вже у березні того ж року (через 32 дні після початку). Знімальний майданчик нового фільму Спілберга відвідали такі режисери як Гільєрмо дель Торо, Стівен Долдрі та Девід Фінчер.

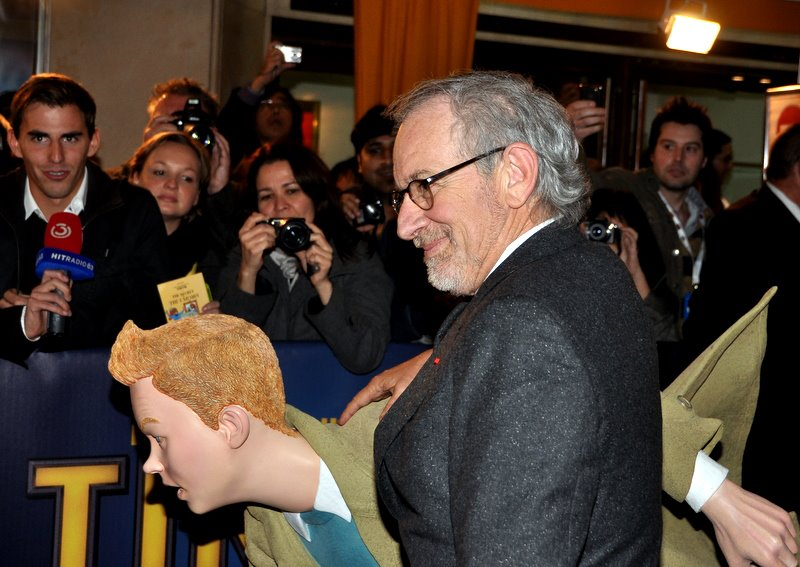
Стівен Спілберг на прем'єрному показі мультфільму в Парижі (22 жовтня 2011)

## Українська версія
Фільм перекладено і дубльовано на студії «Postmodern».
Режисер дубляжу: Костянтин Лінартович, переклад: Федір Сидорук, звукорежисер: Олександр Козярук, координатор проєкту: Ірина Туловська
Ролі дублювали: Андрій Федінчик, Михайло Жонін, Максим Кондратюк, Михайло Войчук, Володимир Кокотунов, Анатолій Барчук, Юрій Висоцький, Микола Боклан, та інші.

## Відеогра
- «The Adventures of Tintin: Secret of the Unicorn»